# Вацлав Мацейовський
Вацлав Александер Мацейовський, Вацлав-Олександр Мацейовський (пол. Wacław Aleksander Maciejowski; 10 вересня 1792 — 9 лютого 1883) — польський історик культури, права і літератури ліберального напряму. Юрист за фахом.

## Біографія
Навчався в Краківській академії (1812—1814), Бреславському, Берлінському, Геттінгенському університетах (1814—1818). 1818—1831 — професор Варшавського університету. Викладав загальне і римське право. Від 1838 — професор стародавньої літератури в Римо-католицькій академії у Варшаві, згодом суддя апеляційного трибуналу.
Захоплювався вивченням слов'янського права, всебічно досліджував культуру давніх слов'ян на підставі пам'яток слов'янського права, вивчення мови і побуту слов'янських народів, шукав єдині корені слов'янства.
Головні історичні праці: «Історія слов'янського законодавства» (т. 1–4, Варшава, 1832—1835), «Польща і Русь до першої половини XVII ст. з огляду звичаїв і нравів» (т. 1–4, Варшава, 1842), «Первісна історія Польщі і Литви» (Варшава, 1846). У центрі уваги М. — польська і українська знать, побут і розваги яких він докладно описує.